# Hipoteka przymusowa
Hipoteka przymusowa – zabezpieczenie wierzytelności na nieruchomościach dłużnika, które nie wymaga zgody dłużnika (właściciela nieruchomości). Hipoteka przymusowa zostaje wpisana do księgi wieczystej decyzją sądu podjętą na podstawie wniosku wierzyciela i dołączonego tytułu wykonawczego.
Ustawową definicję hipoteki przymusowej zawiera art. 109 ust. 1 ustawy o księgach wieczystych i hipotece, stanowiący, że wierzyciel, którego wierzytelność jest stwierdzona tytułem wykonawczym określonym w przepisach o postępowaniu egzekucyjnym, może na podstawie tego tytułu uzyskać hipotekę na wszystkich nieruchomościach dłużnika.
Wniosek do sądu o hipotekę przymusową składa się na formularzu KW-WPIS „Wniosek o wpis w księdze wieczystej” (w części zatytułowanej: Wpis prawa, ograniczenia w rozporządzaniu nieruchomością, roszczenia lub hipoteki).
Wniosek składa się w biurze podawczym wydziału ksiąg wieczystych sądu właściwego dla nieruchomości, która ma być objęta hipoteką przymusową (lub wysyła się pocztą). Ustalenie numeru księgi wieczystej danej nieruchomości dłużnika spoczywa na wierzycielu (wnioskodawcy).
Wpisanie hipoteki przymusowej w księdze wieczystej nieruchomości dłużnika oznacza, że wierzyciel będzie miał w toku egzekucji komorniczej pierwszeństwo w zaspokojeniu się z uzyskanej kwoty przed wierzycielami osobistymi dłużnika.

## Podstawa do wnioskowania o hipotekę przymusową
Wierzyciel może wnioskować do sądu o zabezpieczenie w formie hipoteki przymusowej na nieruchomościach dłużnika, jeśli posiada tytuł wykonawczy, którym może być:
- prawomocne lub podlegające natychmiastowemu wykonaniu orzeczenie sądu
- ugoda sądowa lub wyrok sądu polubownego
- orzeczenie referendarza sądowego prawomocne lub podlegające natychmiastowemu wykonaniu
- inny dokument, który z mocy prawa podlega egzekucji sądowej
- akt notarialny, w którym dłużnik poddał się egzekucji.

Hipotekę przymusową można uzyskać także na podstawie:
- postanowienia sądu o udzieleniu zabezpieczenia
- postanowienia prokuratora
- decyzji administracyjnej, o ile przepisy szczególne tak stanowią, chociażby decyzja nie była ostateczna
- dokumentu zabezpieczenia wystawionego przez państwo członkowskie UE, dołączone do wniosku o podjęcie środków zabezpieczających należności pieniężne, o którym mowa w art. 3 pkt 1 ustawy z dnia 11 października 2013 r. o wzajemnej pomocy przy dochodzeniu podatków, należności celnych i innych należności pieniężnych[6]
- zarządzenia zabezpieczenia określonego w przepisach o postępowaniu egzekucyjnym w administracji albo zarządzenia zabezpieczenia określonego w ustawie o wzajemnej pomocy przy dochodzeniu podatków[6].